# Harpers Ferry, Iowa
För andra betydelser, se Harpers Ferry, olika betydelser
Harpers Ferry är en stad i Taylor Township, Allamakee County, Iowa, USA. Befolkningen uppgick vid folkräkningen år 2000 till 330.